# Tiro de gracia (película de 1969)
Tiro de gracia es una película argentina estrenada el 2 de octubre de 1969 dirigida por Ricardo Becher, basada en el libro del mismo nombre escrito por Sergio Mulet. La adaptación fue escrita en conjunto por Becher y Mulet, mientras que este último es el actor protagonista de la película.
La banda sonora fue compuesta por el grupo de blues rock Manal, siendo la primera vez que un grupo de rock argentino participó íntegramente en la composición de la banda sonora en una película.
En Tiro de gracia actúan Javier Martínez (miembro de Manal), Susana Giménez reconocida actriz, Roberto Plate destacado diseñador y pintor de escenarios, hizo pinturas en óperas europeas, Oscar Masotta un maestro, ensayista, semiólogo, crítico de arte y psicoanalista que estuvo vinculado a las expresiones de la vanguardia artística del Instituto Di Tella en los años 60, y Pérez Celis artista plástico de la Argentina, de reconocimiento internacional que formó parte del Movimiento del Hombre Nuevo, impulsor del arte no figurativo, orientado por Rafael Squirru.
Es uno de los pocos documentos fílmicos existentes que narra los inicios del rock en Argentina y la bohemia porteña de los años 1960.
Por este filme Ricardo Becher fue candidato al premio Oso de Oro en el Festival Internacional de Cine de Berlín de 1969.

## Sinopsis
Tiro de gracia narra las vivencias bohemias de Daniel (encarnado por Sergio Mulet), que junto a su grupo de amigos tratan de ganarse la vida con changas, mientras por la noche naufragan en el Bar 'Moderno'.
Si bien la película es casi un documental costumbrista de las vidas de los protagonistas, durante la película aparecen secuencias algo particulares, como los sueños de Daniel, cuando ahorca a una señora en un ascensor, cuando una niña le chupa los dedos con sangre al protagonista, o la primera escena del asesinato etc.

## Locaciones
- Bar 'Moderno'
- Bar 'Lugano'
- Bar 'Victoria'
- Bar 'La Flor de San Telmo'
- Cooperativa 'El hogar obrero'

## Reparto
Intervinieron en el filme los siguientes intérpretes:

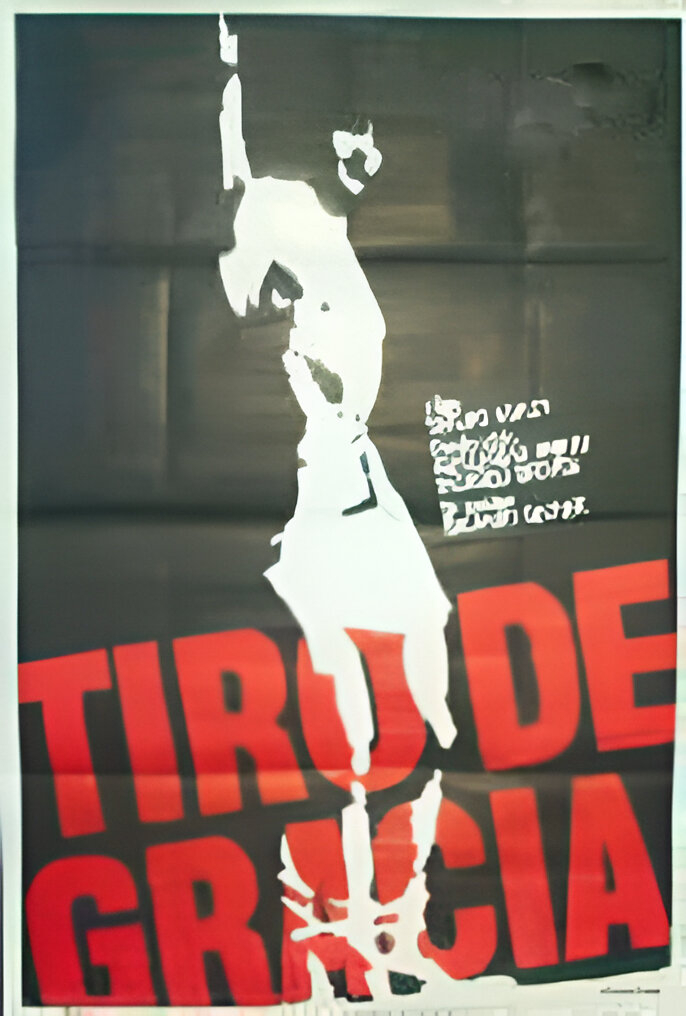
Afiche de la película

- Sergio Mulet …Daniel
- Franca Tosato …Josefina
- María Vargas …La Negra
- Cristina Plate …Greta
- Alejandro Holst …Quique
- Mario Skubin …Mario
- Javier Martínez …Paco
- Bocha Mantiniani …Carlos
- Poni Micharvegas
- Perla Caron … Chica del bar
- Roberto Plate …Raúl
- Alfredo Plank …Plank
- Clao Villanueva
- Juan Carlos Gené …Ramón
- Susana Giménez …Laucha
- Marucha Bó
- Marta Cerain …Mercedes
- Abel Sáenz Buhr
- Edgardo Suárez
- Lilly Vicet
- Pérez Celis
- Horacio Bustos
- Federico Peralta Ramos
- Oscar Masotta
- Carlos Espartaco …Espartaco
- Jaimito Cohen	 ...	Enano
- Jose Carlos Peroni

Yoel Novoa …Mono

## Banda sonora

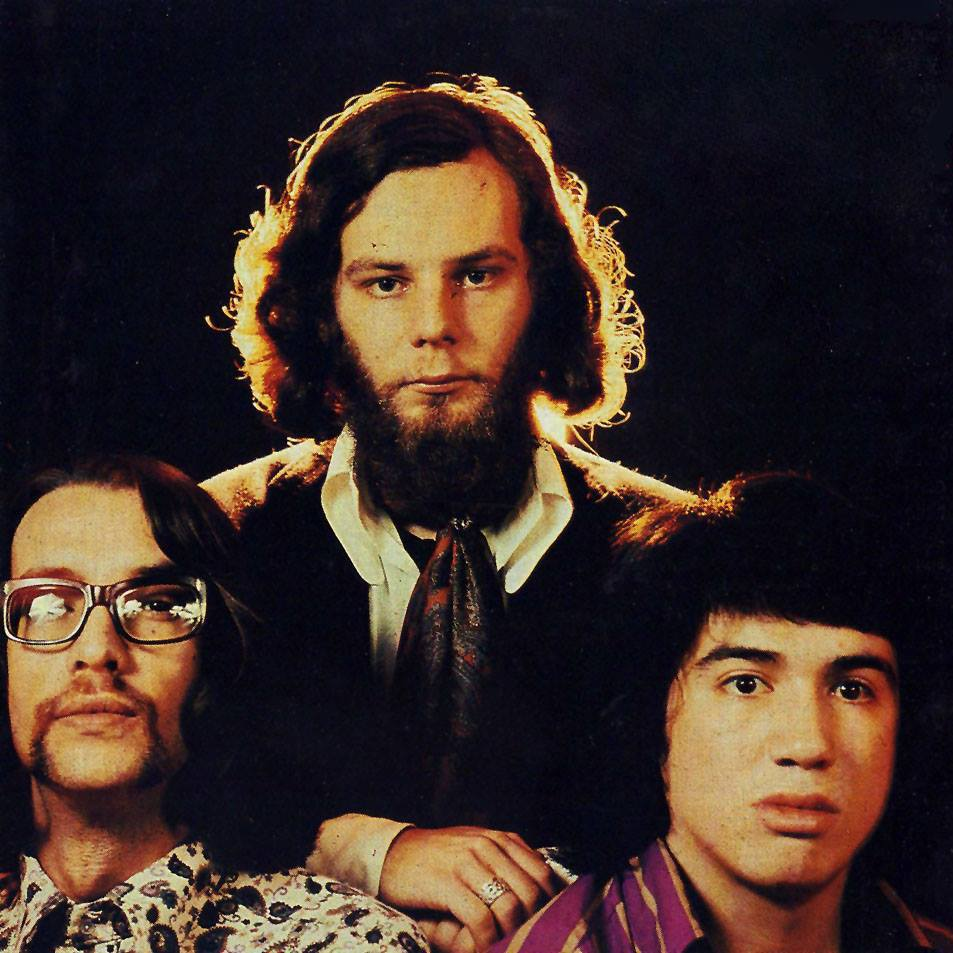
El trío Manal grabó la banda sonora de la película, aquí en una foto de 1970, (arriba Claudio Gabis, abajo Javier Martínez y Alejandro Medina).

Cuando la película se terminó de filmar a fines de 1969, Ricardo Becher llamó al grupo de rock Manal para registrar la banda sonora. Fue la primera película cuya banda sonora, fue grabada por una banda de rock argentino. La misma iba a ser grabada por un compositor profesional llamado Roberto Lar, pero él mismo aceptó amablemente que el grupo se encargara de ello, incluso asistió a una de las sesiones. El tema central de la película, "Estoy en el infierno", se había improvisado a base de experimentos en el estudio de Tagliani. La canción se volvió a grabar al igual que el resto de la música en los estudios Phonal ubicados en Santa Fe y Coronel Díaz. El trío compuso además "Tema del moderno" y "Seigmund's Zoo". El resto de las pistas, climas y efectos fueron producto de la improvisación y la versatilidad que tenía el conjunto, según los tiempos e indicaciones del director Becher.

## Comentarios
La revista Análisis escribió:

La concienzuda elaboración del libro fílmico y su adecuada traducción cinematográfica han seguido un camino engañosamente disgregado y segmentario. En realidad Ricardo Becher optó por una senda espiralada.

La Prensa dijo:

Los personajes de Becher son desorientados, viven el momento, carecen de ilusiones, por lo que de ninguna manera podrían utilizar como símbolos a las flores. Por ello su interés dramático es escaso.

Manrupe y Portela escriben:

Un de las mejores aproximaciones contemporáneas al inconformismo de los 60, desde el punto de vista porteño. Están las ganas de no trabajar más, las charlas de café, las actitudes porque sí sin pensar en las consecuencias. Obra rupturista desde lo formal y lo conceptual, vista por no demasiada gente y objeto de culto en sus escasas revisiones.

## Créditos
Otros colaboradores del filme fueron:
- Asistente de producción y dirección: Jorge Zanada, Jorge Goldemberg y Eduardo Dates
- Jefe de electricistas: Pipo Marchelli Urien
- Compaginación: Oscar Sonto, ayudante Sergio Zottolla
- Sonido: Aníbal Ubenson, ayudante Roberto Bozzano
- Escenografía: Armando Sánchez
- Banda sonora: Manal